# Тракия (жилищен комплекс на Шумен)
Вижте пояснителната страница за други значения на Тракия.
Тракия е жилищен комплекс на град Шумен, разположен в крайната източна част на града. В комплекса се намират: Народно читалище „Боян Пенев – 1949“, Професионална гимназия по строителство архитектура и геодезия, Средно училище „Васил Левски“, Медицински колеж към Медицински университет - Варна, Земеделски институт – Шумен, 32 ЦДГ „Дружба“, 25 ЦДГ, Детски клуб „Ян Бибиян“, местността „Узун Табия“.
Тракия е най-големият жилищен комплекс в Шумен.

## История
Създаването на Тракийския квартал започва след Междусъюзническата и Първата световна война, когато вътрешността на страната е залята от бежанска вълна. Много семейства от Македония, Тракия, Добруджа и Западните покрайнини на страната се заселват в покрайнините на Шумен.
Първите жители на Тракийския квартал са изселници от българското село Чанакча (на 40 км западно от Цариград). През 1921 г. бежанците създават свое селище на поляната, на три километра източно от Шумен. Първата година шуменска община не им разрешава да се установят край града, но въпреки това част от семействата отказват да напуснат и остават. Те преживяват изключително тежка и сурова зима. За да презимуват, копаят землянки за себе си и за животните.
Пред общинската власт неизбежно възниква въпросът за регламентиране на жилищния въпрос на новите съграждани. През пролетта на следващата 1922 г, управниците вземат решение да раздадат по 1 декар дворни места на тракийските бежанци. Така през 1922 г. те трайно се заселват на територията на днешния квартал „Тракия“. Тази година се смята за начало на основаването на квартала.
В запазените в Държавен архив – Шумен протоколни книги на Общината от 1923 г., в т. 1 от заседанието проведено на 11 август пише, че Околийската комисия за заселване на бежанците отпуска на живущите в Шумен бежанци тракийци и добруджанци места за къщи. На тракийските бежанци, които наброяват 96 семейства, са предоставени места източно от Индустриалния квартал, където вече са се установили и направили къщички и коптори.
Първата къща в квартал „Тракия” е построена през 1923 г., а до края на 1926 г. всички 96 бежански семейства построяват домовете си. През 1927 г. всяко семейство получава и по 30 дка обработваема земя.
Село Чанакча, откъдето идват първите заселници на Тракийския квартал се намира в Източна Тракия. Разположено е на 40 км западно от Цариград и на 14 км северно от Чаталджа. На 7 ноември 1912 г. – Димитровден, жителите на Чанакча са предупредени от българската войска, че трябва да напуснат селото, тъй като местността ще стане арена на бойни действия. До вечерта голяма част от чанакчалии го напускат. На следващия ден селото е нападнато, ограбено и опожарено от турска войска и башибозук.
Напусналите родното място през август на 1913 г. се заселват в Бургас и Варна. Областните управители на градовете не са доволни от тяхното идване, за което правителството решава те да бъдат заселени в Лом. И така през 1914 г. с влакова композиция от товарни вагони отправят бежанците за Лом.
Всички бежанци без постоянно местожителство в Лом отново с влакова композиция ги откарват до Варна, откъдето с параход по Черно море, през Босфора, Мраморно море и Дарданелите – до пристанище Дедеагач (сега Александрополис).
Измъчени от дългото пътуване те са стоварени на морския бряг и захвърлени като непотребни вещи. Отново тръгват на север, където търсят изоставени села и къщи. Достигат до обезлюдени села на брега на река Марица, където се заселват през юни 1914 г.
През пролетта на 1921 г. чанакчалии презимували със своите групи, се събират и тръгват през Ришкия и Върбишкия проход за Шумен. Така през май 1921 г., на една гола поляна на 3 км източно от Шумен, се заселват бежански семейства от село Чанакча, Чаталджанско. Тези семейства полагат основите на нов квартал, наречен „Тракийски“. До края на 1926 г. са построени всички къщи на раздадените дворни места.
Чанакчалии в Шумен са оземлени, макар и частично само с дворни места. Те стават граждани на град Шумен. С това бежанското пътешествие от Чанакча до Шумен приключва.
Постепенно кварталът се благоустроява, започват да се оформят улици, чиито наименования са свързани с Тракия. Първите от тях са: „Чанакча“, „Родопи“, „Одрин“, „Тракия“, „Дедеагач“, „Сакар“ , „Люлебургас“ , „Лозенград“, „Странджа“ – имена, все свързани с историята на тракийските бежанци.
През 1949 г. кварталът е електрифициран и е изградена водопроводна система. По рано, през 1932 г. е построено и първото училище в квартала. То започва да се строи с помощта на шуменския спомоществовател Димитър Кънчев. С общи усилия потомците на тракийския род построяват сградата на училището, носещо името на дарителя си. То отваря врати на 15 септември 1932 г., което през 1957 г. е преименувано на „Васил Левски“.
На 23 януари 1949 г., по време на събрание в Начално училище „Димитър Кънчев“, се взема решение да се основе читалище. С много усилия и труд бежанците от Чанакча построяват читалище „Тракия“. Новата сграда на читалището е открита на 3 февруари 1957 г. По-късно то е преименувано на Народно читалище „Боян Пенев“. Неговата работа включва прояви свързани със запазване на българските традиции, обичаи и народни празници, концерти и изложби.
След 9 септември 1944 г. квартал „Тракия“ бързо се разраства, и се превръща в един от най-големите квартали в Шумен.

## Транспорт
Градският транспорт се обслужва от автобусни линии – 9, 9а, 6, 61, 16, 5, 5а, 15 и 11.
В северната част на квартала се намира железопътна спирка „Тракия“, през която преминава железопътна линия 2, на която спират само пътнически влакове от София до Варна. Тя е разположена на адрес – бул. „Симеон Велики“ № 2.